# Taenogera notatithorax
Taenogera notatithorax är en tvåvingeart som beskrevs av Mann 1928. Taenogera notatithorax ingår i släktet Taenogera och familjen stilettflugor. Inga underarter finns listade i Catalogue of Life.